# Екатериновка (Джанкойский район)
Екатери́новка (укр. Екатеринівка, крымскотат. Yekaterinovka, Екатериновка) — исчезнувшее село в Джанкойском районе Республики Крым, располагавшееся на западе района, в степной части Крыма, примерно в 2 км к западу от современного села Марьино.

### Динамика численности населения
- 1889 год — 33 чел.[5]
- 1900 год — 7 чел.[6]
- 1915 год — 9/12 чел.[7][8]
- 1926 год — 37 чел.[9]

## История
Хутор Д. Кайзера Екатериновка был основан немцами евангелистами, выходцами из бердянских колоний, в 1887 году и уже в результатах Х ревизии 1887 года, в «Памятной книге Таврической губернии 1889 года» в Екатериновке Ишуньской волости Перекопского уезда зафиксировано 8 дворов и 33 жителя.
После земской реформы 1890 года селение отнесли к Богемской волости. По «…Памятной книжке Таврической губернии на 1900 год» на хуторе Екатериновка числилось 7 жителей в 1 дворе. По Статистическому справочнику Таврической губернии. Ч.II-я. Статистический очерк, выпуск пятый Перекопский уезд, 1915 год, на хуторе Екатериновка (Д. Кайзера) Богемской волости Перекопского уезда числился 1 двор с немецким населением в количестве 9 человек приписных жителей и 12 — «посторонних», из которых 14 мужчин и 7 женщин. При хуторе числилось 400 десятин удобной земли. В хозяйстве имелось 19 лошадей, 25 волов, 7 коров и 30 голов мелкого скота.
После установления в Крыму Советской власти, по постановлению Крымревкома от 8 января 1921 года № 206 «Об изменении административных границ» была упразднена волостная система и в составе Джанкойского уезда был создан Джанкойский район. В 1922 году уезды преобразовали в округа. 11 октября 1923 года, согласно постановлению ВЦИК, в административное деление Крымской АССР были внесены изменения, в результате которых округа были ликвидированы, основной административной единицей стал Джанкойский район и село включили в его состав. Согласно Списку населённых пунктов Крымской АССР по Всесоюзной переписи 17 декабря 1926 года, на хуторе Екатериновка Марьинского сельсовета Джанкойского района, числилось 9 дворов, население составляло 37 человек, из них 25 русских, 9 немцев и 3 украинца. Вскоре после начала Великой Отечественной войны, 18 августа 1941 года крымские немцы были выселены, сначала в Ставропольский край, а затем в Сибирь и северный Казахстан.
После освобождения Крыма от нацистов в апреле, 12 августа 1944 года было принято постановление № ГОКО-6372с «О переселении колхозников в районы Крыма» и в сентябре 1944 года в район приехали первые новоселы (27 семей) из Каменец-Подольской и Киевской областей, а в начале 1950-х годов последовала вторая волна переселенцев из различных областей Украины. С 25 июня 1946 года селение в составе Крымской области РСФСР, а 26 апреля 1954 года Крымская область была передана из состава РСФСР в состав УССР. Ликвидировано, уже как село, до 1960 года, поскольку в «Справочнике административно-территориального деления Крымской области на 15 июня 1960 года» селение уже не значилось (согласно справочнику «Крымская область. Административно-территориальное деление на 1 января 1968 года» —в период с 1954 по 1968 годы).